# 滝川邦房
滝川 邦房（たきがわ くにふさ）は、江戸時代中期の旗本。通称は頼母、半左衛門。

## 生涯
旗本滝川具章の三男として生まれた。生年は『寛政重修諸家譜』に享年の記載がないため不明であるが、次兄の平利が元禄元年（1688年）、四弟の具英が元禄9年（1696年）生まれであるから、元禄年間の初め頃に比定できる。母は某氏。
正徳2年（1712年）、父が死去したとき、父の生前の願い出により遺領1500石のうち近江国内300石を分与された。
分家であるために入番の機会を得ないまま小普請として過ごし、享保13年（1728年）に40歳ほどで死去した。
妻の有無は不詳。娘が2人おり、旗本諏訪頼定の次男・銀蔵を娘婿に迎えて滝川利行と名乗らせ、跡を継がせた。利行はのちに本家1200石を継ぎ、邦房から相続した300石は幕府に収公された。